# SIB-1893
SIB-1893 je lek koji se koristi u naučnim istraživanjima. On je bio jedan od prvih jedinjenja razvijenih kao selektivni antagonisti za metabotropni glutamatni receptor podtip 5. On ima antikonvulsivno i neuroprotektivno dejstvo, i redukuje otpuštanje glutamata. On takođe deluje kao pozitivni alosterni modulator 4 receptora.